# Jehu (Vorname)
Der biblische Name Jehu entstammt dem Althebräischen.

## Etymologie
Der hebräische Personenname יֵהוּא jehû’ „Jehu“ ist ein identifizierender Nominalsatzname, bestehend aus Subjekt und Prädikat. Subjekt (und zugleich theophores Element) ist „JHWH“, Prädikat ist das Personalpronomen הוּא hû’, deutsch ‚er‘. Der Name lässt sich daher als „JHWH ist er“ übersetzen. Er kann als eine Art Glaubensbekenntnis aufgefasst werden („JHWH ist es / JHWH ist derjenige“). Die Septuaginta gibt den Namen als Ιου Iu wieder, die Vulgata als Hieu. Die assyrische Form des Namens lautet Jaua.

## Eigenname
- Jehu (König)
- Jehu (Prophet)

## Vorname
- Jehu Baker (1822–1903), US-amerikanischer Politiker
- Jehu Chiapas (* 1985), mexikanischer Fußballspieler
- Jehu Davis (1738–1802), US-amerikanischer Politiker
- Jehu Jones (1852), US-amerikanischer Geistlicher
- Jehu Glancy Jones (1811–1878), US-amerikanischer Politiker
- Jehu Amaziah Orr (1828–1921), konföderierter Parlamentarier der USA